# اورانیوم دی‌سولفید
اورانیوم دی‌سولفید (انگلیسی: Uranium disulfide) ترکیبی معدنی و رادیواکتیو از گوگرد و اورانیوم است که در آن اورانیم دارای عدد اکسایش ۴+ و گوگرد دارای عدد اکسایش ۲- است.